# Scinax cruentommus
Espèce
Synonymes
- Hyla cruentomma Duellman, 1972

Statut de conservation UICN

 LC  : Préoccupation mineure
Scinax cruentommus est une espèce d'amphibiens de la famille des Hylidae.

## Répartition
Cette espèce se rencontre dans l'ouest du bassin de l'Amazone :
- dans l'est de l'Équateur ;
- dans l'est du Pérou ;
- au Brésil dans l'État d'Amazonas.

Sa présence est incertaine en Bolivie et en Guyane.

## Publication originale
- Duellman, 1972 : A New Species of Hyla from Amazonian Ecuador. Copeia, vol. 1972, no 2, p. 265-271.